# Laguna de Ñapique
La laguna de Ñapique se encuentra ubicada en el distrito de Cristo Nos Valga, provincia de Sechura, en la región peruana de Piura. Por sus características y belleza paisajística, puede llamársele un "un oasis en medio del desierto".

## Ubicación geográfica
Se ubica en la cuenca baja del río Piura. A 30 km al suroeste de la ciudad de Piura y a 7 km al sur este del centro poblado de San Cristo.
Su extensión y forma ha variado en el tiempo, pues en 1973 estaba unida al desaparecido lago Ramón y en conjunto tenían 54,6 km2. A partir del Fenómeno El Niño de 1983 empezó a tener una dinámica mpas independiente y su extensión ha variado entre 4,6 km2 (1985) hasta 18,6 km2 (2007), dependiendo de la recarga de agua traída por el río Piura. 

## Tipo de ecosistema
La provincia de Sechura cuenta con 3 categorías de espejos de agua, como son, los manglares, lagunas y estuarios, que en conjunto reciben la denominación de Humedales de Sechura. Este ecosistema se caracteriza por un suelo saturado de agua por temporadas, es decir son zonas inundables, lo que convierte a Ñapique en una zona de vital importancia ecológica y junto con el Estuario de Virrilá y los Manglares de San Pedro son reconocidas como áreas clave para la conservación de las aves.
Si bien se forma con las aguas del río Piura, por esta condición de zona inundable es que su extensión puede variar de acuerdo a la estación y al régimen de lluvias anuales, puede abarcar entre 4 a 18 km², y con lluvias intensas en extremo puede llegar hasta 30 km² llegando a unirse con la Laguna de La Niña. Ha llegado a extenderse hasta 120 veces su tamaño, siendo temporalmente el segundo lago más grande de Sudamérica.
El fenómeno del niño de 1891 y 1925 mantuvieron la laguna llena. Luego de ese período se secó de manera intermitente hasta 1973 y desde esa fecha sus aguas son estables.

## Flora
- Grama salada (Distichlis spicata)
- Parachique (Sarcocornia fructicosa)
- Lejía verde (Sesuvium portulacastrum)
- Verdolaga” (Bacopa monnieri)
- Faique, (Acacia macracantha)
- Vidrio, (Batis marítima)
- Hierba de alacrán, (Heliotropium curassavicum)
- Algarrobo, (Prosopis pallida)
- Turre macho, (Spilantes leiocarpa)
- Amor seco, (Bidens pilosa)
- Tomatillo, (Licopersicum pimpinellifolium)[6]

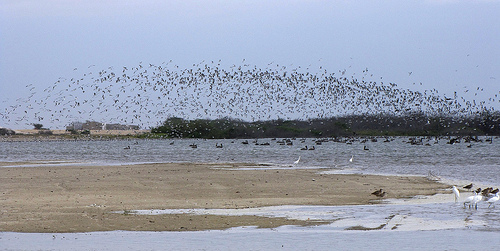
Bandada de aves en laguna de Ñapique.

## Fauna

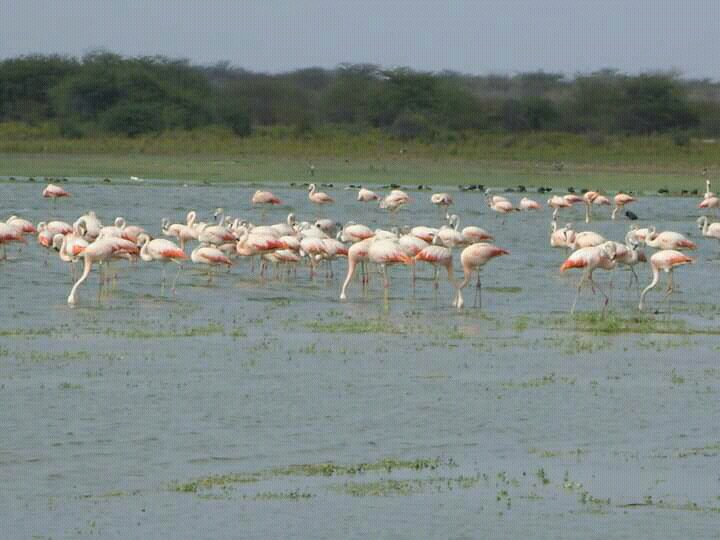
Parihuanas en laguna de Ñapique.

- Rhinella marina
- Leptodactylus labrosus
- Phyllodactylus kofordi
- Phyllodactylus microphyllus
- Phyllodactylus reissii
- Iguana iguana
- Microlophus occipitalis
- Microlophus peruvianus
- Microlophus thoracicus
- Callopistes flavipunctatus
- Dicrodon guttulatum
- Dicrodon heterolepis
- Boa constrictor ortonii
- Pseudalsophis elegans
- Oxyrhopus fitzingeri
- Micrurus tschudii
- Chelonia mydas
- Ardea cocoi
- Ardea alba
- Campylorhynchus fasciatus
- Camptostoma obsoletum
- Charadrius vociferus
- Crotophaga sulcirostris
- Egretta thula
- Furnarius leucopus
- Larus cirrocephalus
- Mimus longicaudatus
- Himantopus mexicanus
- Phalacrocorax brasilianus

### Especies amenazadas
- copetón rufo
- cigüeña gabán
- bandurria de cara negra (Theristicus melanopis)

## Actividades económicas
La laguna permite a los pobladores llevar a cabo la pesca artesanal, se hallas tilapias, lisa, mojarra, liffe, trucha, carpa común y chapalo. También llevan a cabo cultivos temporales como frijol, maíz, entre otros.